# Frederick Hamilton-Temple-Blackwood, 1. Marquess of Dufferin and Ava

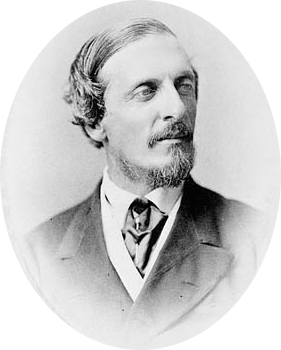
Lord Dufferin in 1873

Frederick Temple Hamilton-Temple-Blackwood, 1. Marquess of Dufferin and Ava KP, GCB, GCSI, GCMG, GCIE, PC (* 21. Juni 1826 in Florenz; † 12. Februar 1902 in Clandeboye) war ein britischer Diplomat und Staatsmann, Generalgouverneur von Kanada und Vizekönig von Indien. In Kanada ist er besser bekannt unter dem dort gebräuchlichen Kurznamen Lord Dufferin.

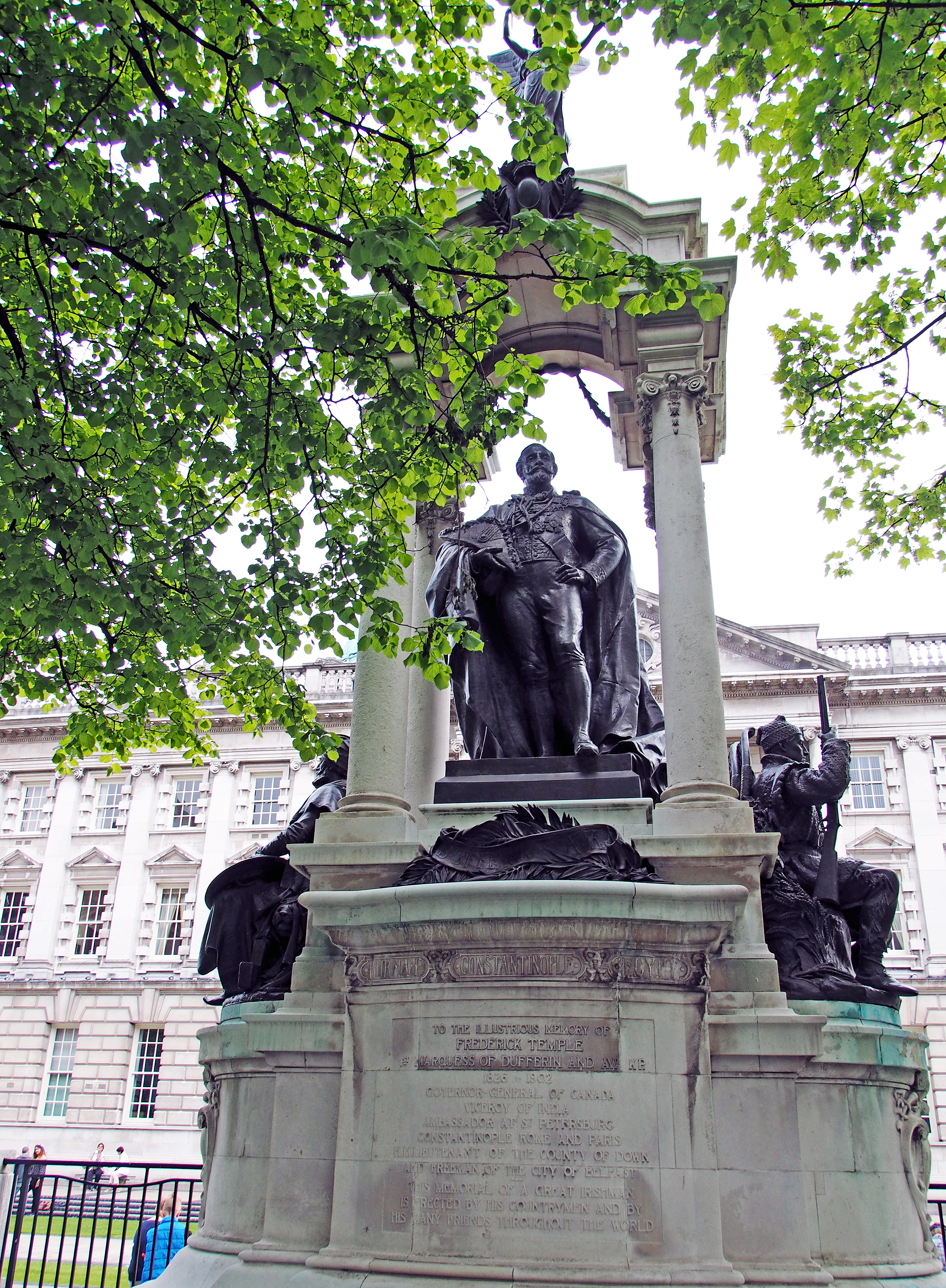
Denkmal für Temple an der City Hall, Belfast

## Familie
Frederick war das einzige Kind von Price Blackwood, 4. Baron Dufferin and Claneboye, und dessen Gemahlin Helen Selina Sheridan. 1862 änderte er nach seiner Eheschließung mit Harriet Georgiana Rowan-Hamilton (1847–1936) seinen Namen mit königlicher Erlaubnis von Blackwood in Hamilton-Blackwood, zehn Jahre später dann nochmals in Hamilton-Temple-Blackwood. Aus seiner Ehe hatte er die folgenden Kinder:
- Archibald James Leofric (1863–1900), Earl of Ava
- Helen Hermione (1865–1941) ⚭ 1889 Ronald Crauford Munro-Ferguson, 1. Viscount Novar
- Terence John (1866–1919), 2. Marquess of Dufferin and Ava
- Hermione Catherine (1869–1960)
- Ian Basil (1870–1917)
- Victoria Alexandrina (* 1873) ⚭ 1894 William Lee Plunket, 5. Baron Plunket
- Frederick (1875–1930), 3. Marquess of Dufferin and Ava

## Jugend und frühe Jahre
1841 folgte Frederick seinem Vater als Baron Dufferin and Claneboye und wurde am Eton College und am Christ Church College an der University of Oxford ausgebildet. Er verließ die Universität ohne Abschluss und wurde Mitglied des Hofstaates von Königin Victoria. 1850 erhob diese ihn zum Baron Claneboye. Anders als mit dem irischen Titel, den er geerbt hatte, war hiermit ein Sitz im House of Lords verbunden.
1856 rüstete Blackwood den Yacht-Schoner Foam aus, mit dem er den Nordatlantik und das Nordpolarmeer bereiste. Dabei traf er Prinz Napoleon, der sich ebenfalls auf einer Expedition befand. Über seine Reise veröffentlichte Blackwood 1857 das Buch Letters from high latitudes, das mehrere Auflagen sowie Übersetzungen ins Deutsche (Briefe aus hohen Breitengraden, Braunschweig 1860) und Französische erlebte. Ein Gletscher auf Jan Mayen heißt heute Dufferinbreen.

## Karriere im Staatsdienst
Von Lord Palmerston wurde Blackwood 1860 nach Syrien gesandt, um die britischen Interessen während der dortigen religiösen Unruhen wahrzunehmen.
Er wurde Staatssekretär im Ministerium für Indien (1864–1866) und im Kriegsministerium (1866). Zwei Jahre später wurde er Chancellor of the Duchy of Lancaster im Kabinett Gladstone.
1871 zum Earl of Dufferin erhoben, war er 1872 bis 1878 Generalgouverneur von Kanada. Während seiner Amtszeit veränderten sich die Strukturen im Land erheblich. Prince Edward Island wurde als neue Provinz aufgenommen, der Oberste Gerichtshof von Kanada und das Royal Military College of Canada sowie die Intercolonial Railway wurden geschaffen.

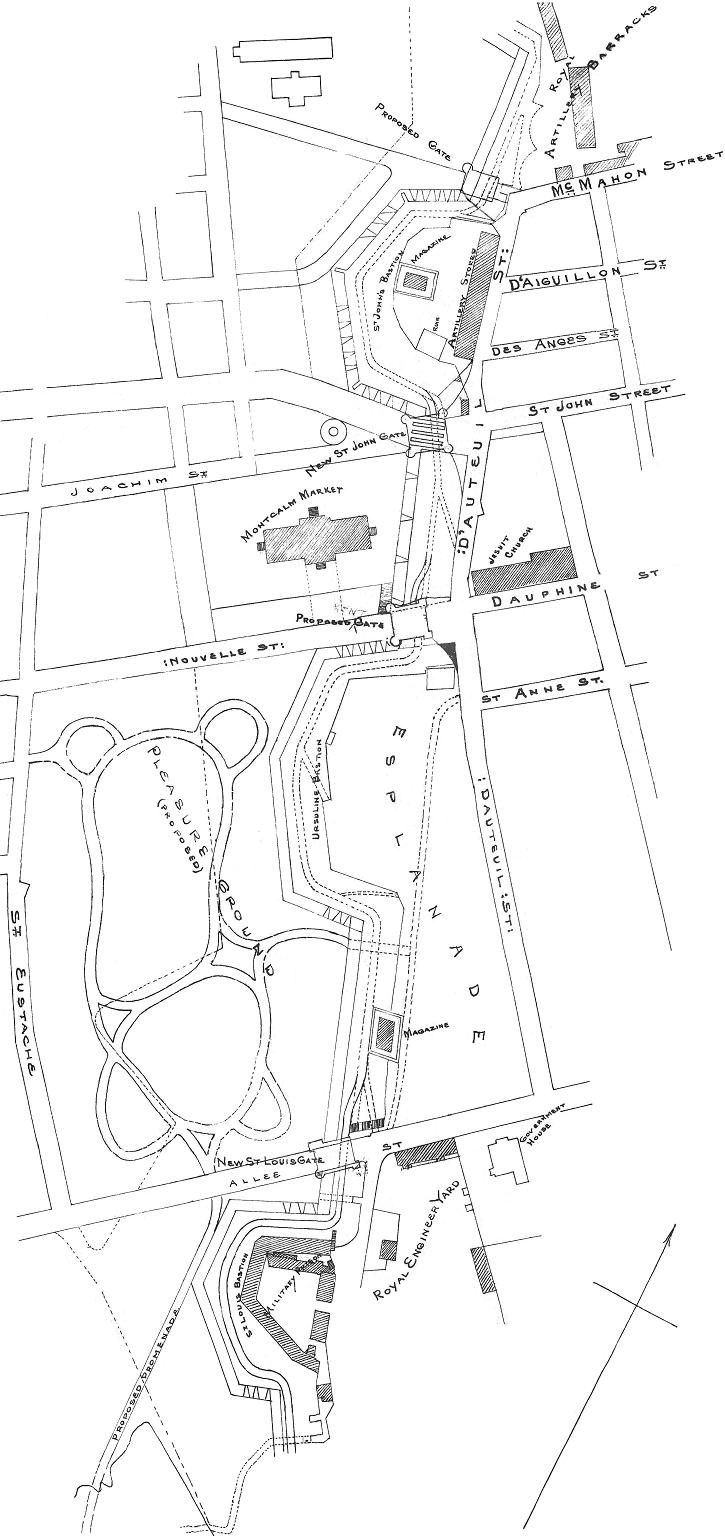
Plan von Lord Dufferin zum Erhalt und Ausbau der Stadtmauern von Québec

Der Earl suchte den Kontakt zu den kanadischen Bürgern. Er besuchte jede kanadische Provinz während seiner Amtszeit und nahm im Rahmen seiner Befugnisse aktiv Einfluss auf die Innenpolitik des Landes. Er baute Rideau Hall in Ottawa, der neuen Hauptstadt Kanadas, aus und verhinderte durch persönliches Eingreifen das Schleifen bzw. den bereits begonnenen Abbruch der historischen Stadtmauern von Québec, dessen Zitadelle er als zweite offizielle Residenz nutzte. Eine große Zahl von Straßen, Schulen und öffentlichen Gebäuden ist noch heute nach Dufferin und seiner Frau benannt.
Nach dem Ende seiner Amtszeit war Hamilton-Temple-Blackwood ab 1879 Botschafter in St. Petersburg und ab 1881 Gesandter in Konstantinopel. In seine dortige Zeit fiel die Invasion und Besetzung Ägyptens, das offiziell noch immer ein Teil des Osmanischen Reiches war, durch britische Truppen. Ein Krieg zwischen beiden Staaten konnte auch durch sein diplomatisches Geschick vermieden werden.
1884 folgte er George Robinson, 1. Marquess of Ripon, als Vizekönig von Indien. Während der Amtszeit des Earls wurde die British Indian Army modernisiert. Schwerpunkt seiner Amtszeit waren aber außenpolitische Konflikte mit Russland um die Vorherrschaft in Zentralasien im Rahmen des Great Game. Dufferin gelang es auch hier, militärische Konflikte durch Verhandlungen zu vermeiden. In seine Zeit als Vizekönig fällt auch die Gründung des Dufferin Funds, der von seiner Ehefrau initiierten Stiftung, die sich gezielt um eine bessere medizinische Versorgung indischer Frauen kümmerte und ihnen unter anderem das Medizinstudium ermöglichte. Zum Entschluss zum Rücktritt dürften die Börsenskandale um die Konzessionen zum Rubinabbau in Birma und die Hyderabad (Deccan) Company wesentlich mit beigetragen haben. 
Nach dem Ende seiner Amtszeit als Vizekönig wurde er britischer Botschafter in Rom und Paris. 1888 wurde er zum Marquess of Dufferin and Ava erhoben. 1896 schied er aus dem diplomatischen Dienst aus.
Hamilton-Temple-Blackwood lebte zeit seines Lebens über seine finanziellen Verhältnisse, so dass er Teile seines Grundbesitzes verkaufen musste, um seine Gläubiger zu befriedigen und eine Insolvenz zu vermeiden. Im Ruhestand wurde er Vorstandsvorsitzender einer dubiosen Bergbaugesellschaft, bei deren Insolvenz er weiteres Vermögen verlor. Kurze Zeit später fiel sein ältester Sohn im Burenkrieg.
Der Marquess starb 1902 auf seinem Landsitz Clandeboye in Irland.
In Québec ist die Dufferin-Terrasse nach ihm benannt, die 1879 in seinem Beisein feierlich eröffnet wurde.

## Nachwirkung
Die kanadische Regierung, vertreten durch den für das Historic Sites and Monuments Board of Canada zuständigen Minister, ehrte Hamilton-Temple-Blackwood am 9. Mai 1975 für sein Wirken als Generalgouverneur von Kanada und erklärte ihn zu einer „Person von nationaler historischer Bedeutung“.